# اورکیزا ۱۱۷۱۱
سیارک ۱۱۷۱۱ (به انگلیسی: 11711 Urquiza، نامگذاری:1998HV50) یازده هزار و هفتصد و یازدهمین سیارک کشف شده‌است که در ۲۵ آوریل ۱۹۹۸ کشف شد.
قدر مطلق سیارک برابر ۱۴٫۰۰ است.